# Joseph DioGuardi
Joseph (Joe) DioGuardi (ur. 20 września 1940 w Nowym Jorku) – amerykański polityk pochodzenia włosko–albańskiego, działacz Partii Republikańskiej. W latach 1985–1989 członek Izby Reprezentantów z Nowego Jorku.

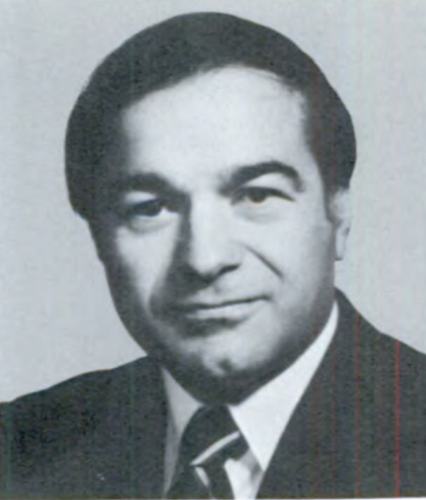
Joseph DioGuardi (1985)

## Życiorys
W 1958 roku ukończył naukę w Fordham Preparatory School w Bronksie, następnie odbył studia licencjackie na Fordham University, a w latach 1962–1984 pracował jako księgowy w przedsiębiorstwie Arthur Andersen.
W wyniku wyborów do Kongresu Stanów Zjednoczonych z 1984 roku uzyskał mandat do Izby Reprezentantów, skutecznie ubiegał się o reelekcję w 1986 roku, natomiast w 1988 roku nie uzyskał reelekcji. Ponownie ubiegał się o mandat deputowanego do Izby Reprezentantów w latach 1992, 1996 i 1998, a także do Senatu w roku 2010 – za każdym razem bezskutecznie.
Założyciel organizacji pozarządowej Albanian American Civic League.

## Wyniki wyborów
| Wybory | Komitet wyborczy                     | Organ                                    | Okręg             | Wynik             |
| ------ | ------------------------------------ | ---------------------------------------- | ----------------- | ----------------- |
| 1984   | Partia Republikańska                 | Izba Reprezentantów Stanów Zjednoczonych | nr 20 (Nowy Jork) | 106 958 (50,13%)  |
| 1986   | Partia Republikańska                 | Izba Reprezentantów Stanów Zjednoczonych | nr 20 (Nowy Jork) | 80 220 (53,87%)   |
| 1988   | Partia Republikańska                 | Izba Reprezentantów Stanów Zjednoczonych | nr 20 (Nowy Jork) | 96 465 (47,46%)   |
| 1992   | Partia Republikańska                 | Izba Reprezentantów Stanów Zjednoczonych | nr 18 (Nowy Jork) | 92 687 (44,45%)   |
| 1994   | Conservative Party of New York State | Izba Reprezentantów Stanów Zjednoczonych | nr 19 (Nowy Jork) | 19 761 (10,28%)   |
| 1996   | Conservative Party of New York State | Izba Reprezentantów Stanów Zjednoczonych | nr 19 (Nowy Jork) | 27 424 (12,43%)   |
| 1998   | New York State Right to Life Party   | Izba Reprezentantów Stanów Zjednoczonych | nr 19 (Nowy Jork) | 5 941 (3,54%)     |
| 2010   | Partia Republikańska                 | Senat Stanów Zjednoczonych               | Nowy Jork         | 1 581 834 (35,1%) |

## Życie prywatne
Syn Josepha i Grace (1914–2007), której rodzice wyemigrowali z Bari w 1910 roku.

## Odznaczenia
- Medalja e Artë e Lidhjes së Prizrenit (Kosowo, 2003)[15]
- Order Wolności (Kosowo, 2023)[16]